# That Night with You
That Night With You é um filme estadunidense de 1945 dirigido por William A. Seiter e estrelado por Franchot Tone, Susanna Foster, Louise Allbritton e David Bruce.

## Elenco
- Franchot Tone como Paul Renaud
- Susanna Foster como Penny Parker
- David Bruce como  Johnny
- Louise Allbritton como Sheila Morgan
- Jacqueline deWit como Blossom Drake
- Irene Ryan como Prudence
- Buster Keaton como Sam, o cozinheiro
- Howard Freeman como Wilbur Weedy
- Barbara Sears como Clarissa
- Teddy Infuhr como Bingo